# Michal Šťastný
Pour les articles homonymes, voir Šťastný.
Michal Šťastný (né le 21 avril 1973 à Bratislava en Tchécoslovaquie aujourd'hui ville de Slovaquie) est un joueur professionnel slovaque de hockey sur glace.

## Carrière de joueur
Né au temps de la Tchécoslovaquie, il commence sa carrière de joueur de hockey après la dissolution du pays. Il est membre du HC Slovan Bratislava qui joue la dernière saison du Championnat de Tchécoslovaquie de hockey sur glace. L'Extraliga slovaque étant créé en 1993, il fait partie de l'édition inaugurale du HC Slovan Bratislava dans le nouveau pays. Après une autre saison, il signe avec un club de seconde division, ligue où il joue jusqu'en 1999.
En 1999-2000, il tente sa chance en Amérique du Nord en signant avec les Blades de Kansas City de la Ligue internationale de hockey. Il n'y joue que quatre parties, étant relégué aux River Otters du Missouri dans la United Hockey League. Ne parvenant pas à atteindre un plus haut niveau malgré une saison de 73 points avec les RiverKings de Memphis en 2001-2002, il retourne jouer en Europe lors de la saison 2003-2004. Après cette saison en Italie et une dans la seconde division d'Autriche, il signe avec le Alba Volán Székesfehérvár où il termine sa carrière en 2008

## Statistiques
| Saison    | Équipe                     | Ligue           |    | Saison régulière | Saison régulière | Saison régulière | Saison régulière | Saison régulière |    | Séries éliminatoires | Séries éliminatoires | Séries éliminatoires | Séries éliminatoires | Séries éliminatoires |
| Saison    | Équipe                     | Ligue           | PJ | B                | A                | Pts              | Pun              | PJ               | B  | A                    | Pts                  | Pun                  |                      |                      |
| 1992-1993 | HC Slovan Bratislava       | Tchécoslovaquie | 21 | 5                | 1                | 6                | -                | -                | -  | -                    | -                    | -                    |                      |                      |
| 1993-1994 | HC Slovan Bratislava       | Extraliga       | 27 | 1                | 4                | 5                | -                | -                | -  | -                    | -                    | -                    |                      |                      |
| 1994-1995 | HC Slovan Bratislava       | Extraliga       | 12 | 1                | 0                | 1                | 12               | 1                | 0  | 0                    | 0                    | 0                    |                      |                      |
| 1995-1996 | HC Dukla KAV Hurban Senica | 1.liga          | 50 | 25               | 27               | 52               | 67               | -                | -  | -                    | -                    | -                    |                      |                      |
| 1996-1997 | HK Ruzinov 99 Bratislava   | 1.liga          | 47 | 21               | 20               | 41               | 68               | -                | -  | -                    | -                    | -                    |                      |                      |
| 1997-1998 | HK Ruzinov 99 Bratislava   | 1.liga          | 42 | 15               | 27               | 42               | 42               | -                | -  | -                    | -                    | -                    |                      |                      |
| 1998-1999 | HK Ruzinov 99 Bratislava   | 1.liga          | 18 | 9                | 10               | 19               | 41               | -                | -  | -                    | -                    | -                    |                      |                      |
| 1998-1999 | HK Dubnica                 | 1.liga          | 25 | 18               | 13               | 31               | -                | -                | -  | -                    | -                    | -                    |                      |                      |
| 1999-2000 | River Otters du Missouri   | UHL             | 69 | 20               | 23               | 43               | 99               | 3                | 0  | 1                    | 1                    | 6                    |                      |                      |
| 1999-2000 | Blades de Kansas City      | LIH             | 4  | 1                | 0                | 1                | 0                | -                | -  | -                    | -                    | -                    |                      |                      |
| 2000-2001 | Jackals d'Elmira           | UHL             | 45 | 7                | 12               | 19               | 35               | 1                | 0  | 0                    | 0                    | 0                    |                      |                      |
| 2000-2001 | Nailers de Wheeling        | ECHL            | 3  | 0                | 1                | 1                | 2                | -                | -  | -                    | -                    | -                    |                      |                      |
| 2001-2002 | RiverKings de Memphis      | UHL             | 60 | 37               | 36               | 73               | 57               | 16               | 12 | 11                   | 23                   | 12                   |                      |                      |
| 2002-2003 | RiverKings de Memphis      | UHL             | 47 | 23               | 24               | 47               | 30               | 14               | 6  | 8                    | 14                   | 16                   |                      |                      |
| 2003-2004 | Eppan-Appiano              | Série A         | 27 | 11               | 10               | 21               | 34               | -                | -  | -                    | -                    | -                    |                      |                      |
| 2004-2005 | EV Aicall Zeltweg          | Nationalliga    | 25 | 18               | 14               | 32               | 53               | -                | -  | -                    | -                    | -                    |                      |                      |
| 2005-2006 | Alba Volán Székesfehérvár  | OB I. Bajnokság | 6  | 6                | 5                | 11               | 0                | 8                | 3  | 0                    | 3                    | 26                   |                      |                      |
| 2005-2006 | Alba Volán Székesfehérvár  | EBEL            | 13 | 4                | 4                | 8                | 26               | 8                | 2  | 2                    | 4                    | 26                   |                      |                      |
| 2006-2007 | Alba Volán Székesfehérvár  | OB I. Bajnokság | 19 | 13               | 13               | 26               | 37               | 7                | 5  | 8                    | 13                   | 0                    |                      |                      |
| 2006-2007 | Alba Volán Székesfehérvár  | EBEL            | 24 | 8                | 9                | 17               | 88               | -                | -  | -                    | -                    | -                    |                      |                      |
| 2007-2008 | Alba Volán Székesfehérvár  | OB I. Bajnokság | 2  | 0                | 1                | 1                | 4                | -                | -  | -                    | -                    | -                    |                      |                      |
| 2007-2008 | Újpesti TE                 | OB I. Bajnokság | 9  | 1                | 5                | 6                | 14               | 2                | 0  | 1                    | 1                    | 0                    |                      |                      |
| 2007-2008 | Alba Volán Székesfehérvár  | EBEL            | 31 | 3                | 8                | 11               | 14               | -                | -  | -                    | -                    | -                    |                      |                      |